# Sōtan Tanabe
Sōtan Tanabe (田邉 草民 Tanabe Sōtan?), född 6 april 1990 i Tokyo prefektur, är en japansk fotbollsspelare.
Tanabe började sin karriär 2009 i FC Tokyo. Med FC Tokyo vann han japanska ligacupen 2009 och japanska cupen 2011. 2013 blev han utlånad till CE Sabadell. Han gick tillbaka till FC Tokyo 2015. 2019 flyttade han till Avispa Fukuoka.